# 小行星列表/115401-115500
| 名稱                   | 臨時編號   | 發現日期       | 發現地點     | 發現者                         |
| ---------------------- | ---------- | -------------- | ------------ | ------------------------------ |
| 小行星115401           | 2003 SK291 | 2003年9月29日  | 索科罗       | 林肯近地小行星研究小组         |
| 小行星115402           | 2003 SR291 | 2003年9月30日  | 索科罗       | 林肯近地小行星研究小组         |
| 小行星115403           | 2003 SA292 | 2003年9月30日  | 索科罗       | 林肯近地小行星研究小组         |
| 小行星115404           | 2003 SA293 | 2003年9月27日  | 索科罗       | 林肯近地小行星研究小组         |
| 小行星115405           | 2003 SX293 | 2003年9月28日  | 索科罗       | 林肯近地小行星研究小组         |
| 小行星115406           | 2003 SK294 | 2003年9月28日  | 索科罗       | 林肯近地小行星研究小组         |
| 小行星115407           | 2003 ST294 | 2003年9月28日  | 索科罗       | 林肯近地小行星研究小组         |
| 小行星115408           | 2003 SU294 | 2003年9月28日  | 索科罗       | 林肯近地小行星研究小组         |
| 小行星115409           | 2003 SW294 | 2003年9月28日  | 索科罗       | 林肯近地小行星研究小组         |
| 小行星115410           | 2003 SN296 | 2003年9月29日  | 可可尼诺县   | 洛厄尔天文台近地小行星搜寻计划 |
| 小行星115411           | 2003 SB297 | 2003年9月16日  | 帕洛马山     | 近地小行星追踪                 |
| 小行星115412           | 2003 SN297 | 2003年9月18日  | 海勒卡拉     | 近地小行星追踪                 |
| 小行星115413           | 2003 SA299 | 2003年9月29日  | 可可尼诺县   | 洛厄尔天文台近地小行星搜寻计划 |
| 小行星115414           | 2003 SG299 | 2003年9月29日  | 可可尼诺县   | 洛厄尔天文台近地小行星搜寻计划 |
| 小行星115415           | 2003 SJ299 | 2003年9月29日  | 可可尼诺县   | 洛厄尔天文台近地小行星搜寻计划 |
| 小行星115416           | 2003 SP299 | 2003年9月29日  | 索科罗       | 林肯近地小行星研究小组         |
| 小行星115417           | 2003 SR299 | 2003年9月30日  | 索科罗       | 林肯近地小行星研究小组         |
| 小行星115418           | 2003 SY301 | 2003年9月17日  | 帕洛马山     | 近地小行星追踪                 |
| 小行星115419           | 2003 SG305 | 2003年9月17日  | 帕洛马山     | 近地小行星追踪                 |
| 小行星115420           | 2003 SJ306 | 2003年9月30日  | 索科罗       | 林肯近地小行星研究小组         |
| 小行星115421           | 2003 SN306 | 2003年9月30日  | 索科罗       | 林肯近地小行星研究小组         |
| 小行星115422           | 2003 SM307 | 2003年9月26日  | 索科罗       | 林肯近地小行星研究小组         |
| 小行星115423           | 2003 SG308 | 2003年9月28日  | 索科罗       | 林肯近地小行星研究小组         |
| 小行星115424           | 2003 SE310 | 2003年9月28日  | 索科罗       | 林肯近地小行星研究小组         |
| 小行星115425           | 2003 SH310 | 2003年9月28日  | 索科罗       | 林肯近地小行星研究小组         |
| 小行星115426           | 2003 SP311 | 2003年9月29日  | 索科罗       | 林肯近地小行星研究小组         |
| 小行星115427           | 2003 SG312 | 2003年9月30日  | 基特峰       | 太空监视                       |
| 小行星115428           | 2003 SH313 | 2003年9月18日  | 图森         | R. A. Tucker                   |
| 小行星115429           | 2003 SB315 | 2003年9月17日  | 索科罗       | 林肯近地小行星研究小组         |
| 小行星115430           | 2003 SF315 | 2003年9月26日  | 帕洛马山     | 近地小行星追踪                 |
| 小行星115431           | 2003 TJ1   | 2003年10月4日  | Kingsnake    | J. V. McClusky                 |
| 小行星115432           | 2003 TQ2   | 2003年10月1日  | 图森         | J. W. Kessel                   |
| 小行星115433           | 2003 TS2   | 2003年10月2日  | 图森         | J. W. Kessel                   |
| 小行星115434Kellyfast  | 2003 TU2   | 2003年10月5日  | 图森         | V. Reddy                       |
| 小行星115435           | 2003 TM4   | 2003年10月6日  | 可可尼诺县   | 洛厄尔天文台近地小行星搜寻计划 |
| 小行星115436           | 2003 TU4   | 2003年10月1日  | 基特峰       | 太空监视                       |
| 小行星115437           | 2003 TG5   | 2003年10月2日  | 基特峰       | 太空监视                       |
| 小行星115438           | 2003 TE6   | 2003年10月1日  | 可可尼诺县   | 洛厄尔天文台近地小行星搜寻计划 |
| 小行星115439           | 2003 TN6   | 2003年10月1日  | 可可尼诺县   | 洛厄尔天文台近地小行星搜寻计划 |
| 小行星115440           | 2003 TV6   | 2003年10月1日  | 可可尼诺县   | 洛厄尔天文台近地小行星搜寻计划 |
| 小行星115441           | 2003 TO7   | 2003年10月1日  | 可可尼诺县   | 洛厄尔天文台近地小行星搜寻计划 |
| 小行星115442           | 2003 TS7   | 2003年10月1日  | 可可尼诺县   | 洛厄尔天文台近地小行星搜寻计划 |
| 小行星115443           | 2003 TK8   | 2003年10月2日  | 索科罗       | 林肯近地小行星研究小组         |
| 小行星115444           | 2003 TU8   | 2003年10月3日  | 基特峰       | 太空监视                       |
| 小行星115445           | 2003 TF9   | 2003年10月4日  | 基特峰       | 太空监视                       |
| 小行星115446           | 2003 TK9   | 2003年10月5日  | 海勒卡拉     | 近地小行星追踪                 |
| 小行星115447           | 2003 TM9   | 2003年10月5日  | 海勒卡拉     | 近地小行星追踪                 |
| 小行星115448           | 2003 TU9   | 2003年10月14日 | 帕洛马山     | 近地小行星追踪                 |
| 小行星115449Robson     | 2003 TG10  | 2003年10月14日 | New Milford  | John J. McCarthy Observatory   |
| 小行星115450           | 2003 TK10  | 2003年10月15日 | 伊德里亚     | Črni Vrh                       |
| 小行星115451           | 2003 TZ10  | 2003年10月15日 | 帕洛马山     | 近地小行星追踪                 |
| 小行星115452           | 2003 TB11  | 2003年10月14日 | 可可尼诺县   | 洛厄尔天文台近地小行星搜寻计划 |
| 小行星115453           | 2003 TL11  | 2003年10月14日 | 可可尼诺县   | 洛厄尔天文台近地小行星搜寻计划 |
| 小行星115454           | 2003 TF12  | 2003年10月14日 | 可可尼诺县   | 洛厄尔天文台近地小行星搜寻计划 |
| 小行星115455           | 2003 TL12  | 2003年10月14日 | 索科罗       | 林肯近地小行星研究小组         |
| 小行星115456           | 2003 TD13  | 2003年10月9日  | 可可尼诺县   | 洛厄尔天文台近地小行星搜寻计划 |
| 小行星115457           | 2003 TU13  | 2003年10月5日  | 索科罗       | 林肯近地小行星研究小组         |
| 小行星115458           | 2003 TN14  | 2003年10月14日 | 可可尼诺县   | 洛厄尔天文台近地小行星搜寻计划 |
| 小行星115459           | 2003 TG15  | 2003年10月15日 | 可可尼诺县   | 洛厄尔天文台近地小行星搜寻计划 |
| 小行星115460           | 2003 TL15  | 2003年10月15日 | 可可尼诺县   | 洛厄尔天文台近地小行星搜寻计划 |
| 小行星115461           | 2003 TO15  | 2003年10月15日 | 可可尼诺县   | 洛厄尔天文台近地小行星搜寻计划 |
| 小行星115462           | 2003 TZ15  | 2003年10月15日 | 可可尼诺县   | 洛厄尔天文台近地小行星搜寻计划 |
| 小行星115463           | 2003 TF16  | 2003年10月15日 | 可可尼诺县   | 洛厄尔天文台近地小行星搜寻计划 |
| 小行星115464           | 2003 TO16  | 2003年10月15日 | 可可尼诺县   | 洛厄尔天文台近地小行星搜寻计划 |
| 小行星115465           | 2003 TM17  | 2003年10月15日 | 帕洛马山     | 近地小行星追踪                 |
| 小行星115466           | 2003 TM19  | 2003年10月15日 | 帕洛马山     | 近地小行星追踪                 |
| 小行星115467           | 2003 TW19  | 2003年10月15日 | 可可尼诺县   | 洛厄尔天文台近地小行星搜寻计划 |
| 小行星115468           | 2003 TX20  | 2003年10月15日 | 可可尼诺县   | 洛厄尔天文台近地小行星搜寻计划 |
| 小行星115469           | 2003 TZ31  | 2003年10月1日  | 基特峰       | 太空监视                       |
| 小行星115470           | 2003 TE57  | 2003年10月5日  | 索科罗       | 林肯近地小行星研究小组         |
| 小行星115471           | 2003 UA1   | 2003年10月16日 | 帕洛马山     | 近地小行星追踪                 |
| 小行星115472           | 2003 UD3   | 2003年10月16日 | 基特峰       | 太空监视                       |
| 小行星115473           | 2003 UP3   | 2003年10月17日 | 索科罗       | 林肯近地小行星研究小组         |
| 小行星115474           | 2003 UE4   | 2003年10月16日 | 帕洛马山     | 近地小行星追踪                 |
| 小行星115475           | 2003 UV4   | 2003年10月17日 | 索科罗       | 林肯近地小行星研究小组         |
| 小行星115476           | 2003 UF7   | 2003年10月18日 | 索科罗       | 林肯近地小行星研究小组         |
| 小行星115477Brantanica | 2003 UK8   | 2003年10月19日 | 圣贝纳迪诺县 | J. W. Young                    |
| 小行星115478           | 2003 UT8   | 2003年10月16日 | 索科罗       | 林肯近地小行星研究小组         |
| 小行星115479           | 2003 UP10  | 2003年10月19日 | 可可尼诺县   | 洛厄尔天文台近地小行星搜寻计划 |
| 小行星115480           | 2003 UC11  | 2003年10月19日 | Kvistaberg   | 烏普薩拉－DLR小行星巡天        |
| 小行星115481           | 2003 UG12  | 2003年10月20日 | 帕洛马山     | 近地小行星追踪                 |
| 小行星115482           | 2003 UV14  | 2003年10月16日 | 基特峰       | 太空监视                       |
| 小行星115483           | 2003 UJ16  | 2003年10月16日 | 可可尼诺县   | 洛厄尔天文台近地小行星搜寻计划 |
| 小行星115484           | 2003 UL19  | 2003年10月20日 | 帕洛马山     | 近地小行星追踪                 |
| 小行星115485           | 2003 UR19  | 2003年10月22日 | 圣贝纳迪诺县 | J. W. Young                    |
| 小行星115486           | 2003 UN20  | 2003年10月21日 | 索科罗       | 林肯近地小行星研究小组         |
| 小行星115487           | 2003 UK21  | 2003年10月18日 | 可可尼诺县   | 洛厄尔天文台近地小行星搜寻计划 |
| 小行星115488           | 2003 UL21  | 2003年10月18日 | 帕洛马山     | 近地小行星追踪                 |
| 小行星115489           | 2003 UO21  | 2003年10月18日 | 基特峰       | 太空监视                       |
| 小行星115490           | 2003 UQ21  | 2003年10月20日 | Kingsnake    | J. V. McClusky                 |
| 小行星115491           | 2003 UT21  | 2003年10月21日 | Kingsnake    | J. V. McClusky                 |
| 小行星115492Watonga    | 2003 UR22  | 2003年10月23日 | Emerald Lane | L. Ball                        |
| 小行星115493           | 2003 UP23  | 2003年10月22日 | 基特峰       | 太空监视                       |
| 小行星115494           | 2003 UW24  | 2003年10月17日 | 可可尼诺县   | 洛厄尔天文台近地小行星搜寻计划 |
| 小行星115495           | 2003 UD25  | 2003年10月21日 | 索科罗       | 林肯近地小行星研究小组         |
| 小行星115496           | 2003 UF26  | 2003年10月24日 | 索科罗       | 林肯近地小行星研究小组         |
| 小行星115497           | 2003 UG26  | 2003年10月24日 | 索科罗       | 林肯近地小行星研究小组         |
| 小行星115498           | 2003 UN26  | 2003年10月25日 | 图森         | R. A. Tucker                   |
| 小行星115499           | 2003 UO26  | 2003年10月25日 | 图森         | R. A. Tucker                   |
| 小行星115500           | 2003 UC27  | 2003年10月23日 | 图森         | R. A. Tucker                   |